# Église Saint-Cyriaque de Gernrode
Pour les articles homonymes, voir Saint-Cyriaque.
L'église Saint-Cyriaque (Stiftskirche St. Cyriakus en allemand) a été construite entre 959 et 965 à Gernrode en Saxe, aujourd'hui un quartier de Quedlinbourg en Saxe-Anhalt, Allemagne. Elle est considérée comme un des monuments les plus importantes et belles de l'architecture ottonienne. À l'heure actuelle, au terme de plusieurs restaurations, le bâtiment est conservé dans son état originel.

## Fondation
L'édifice sacré a été l'église d'un chapitre canonial de dames nobles (Frauenstift), fondée en 959 par le margrave saxon Gero dont on peut voir la plaque funéraire dans la croisée du transept. Au service du roi Otton Ier, Gero exerçait les fonctions de suzerain dans les territoires des tribus slaves au-delà de l'Elbe et de la Saale (la marca Geronis ou « marche de l'Est saxonne »). Ses fils n'ont pas survécu et le margrave en âge avancé voulait faire une donation pour assurer son salut. L'abbaye fondée sur le modèle du couvent attaché à l'église Santa Maria in Via Lata était proche de son château de Gernrode (Geronisroth) au milieu de son alleu en Ostphalie. Sa belle-fille Hathui, la veuve de son fils Siegfried et possiblement une nièce de la reine Mathilde, devint la première abbesse.

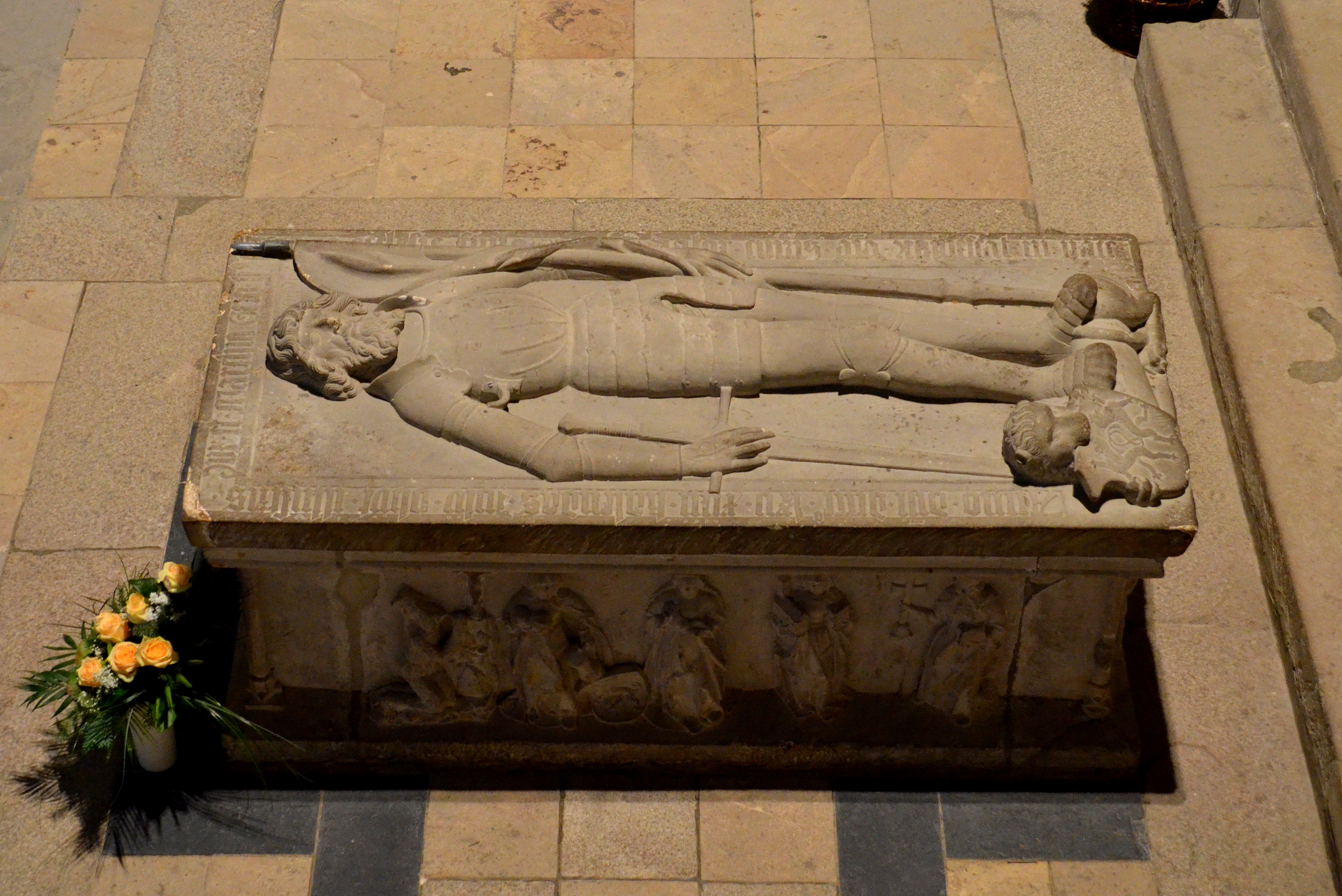
Le tombeau du margrave Gero.

Le 17 juillet 961, le roi Otton Ier reconnut officiellement la fondation. Possédant le statut de l'immédiateté d'Empire, le couvent était sur un pied d'égalité avec les abbayes impériales d'Essen, de Gandersheim, de Quedlinbourg et d'Elten. Au début, l'église était consacrée à Marie et à Pierre ; peu après, Cyriaque de Rome devint le saint patron du couvent et des reliques sont emmenées à Gernrode. En 965, Gero fut enterré dans le transept de l'église.

## Caractéristiques
L'église est flanquée de tours. Elle présente les caractéristiques typiques de l'art ottonien : plan basilical à trois nefs, deux absides axiales, plafond plat et galeries supérieures. La tribune charpentée de la nef est située entre les grandes arcades et les fenêtres hautes. Elle renvoie à des modèles orientaux. La crypte est une des premières de ce style en Allemagne. Le chœur a été transformé au XIIe siècle ainsi que les fonts baptismaux. La croisée du transept abrite la plaque funéraire de son fondateur, le margrave Gero.

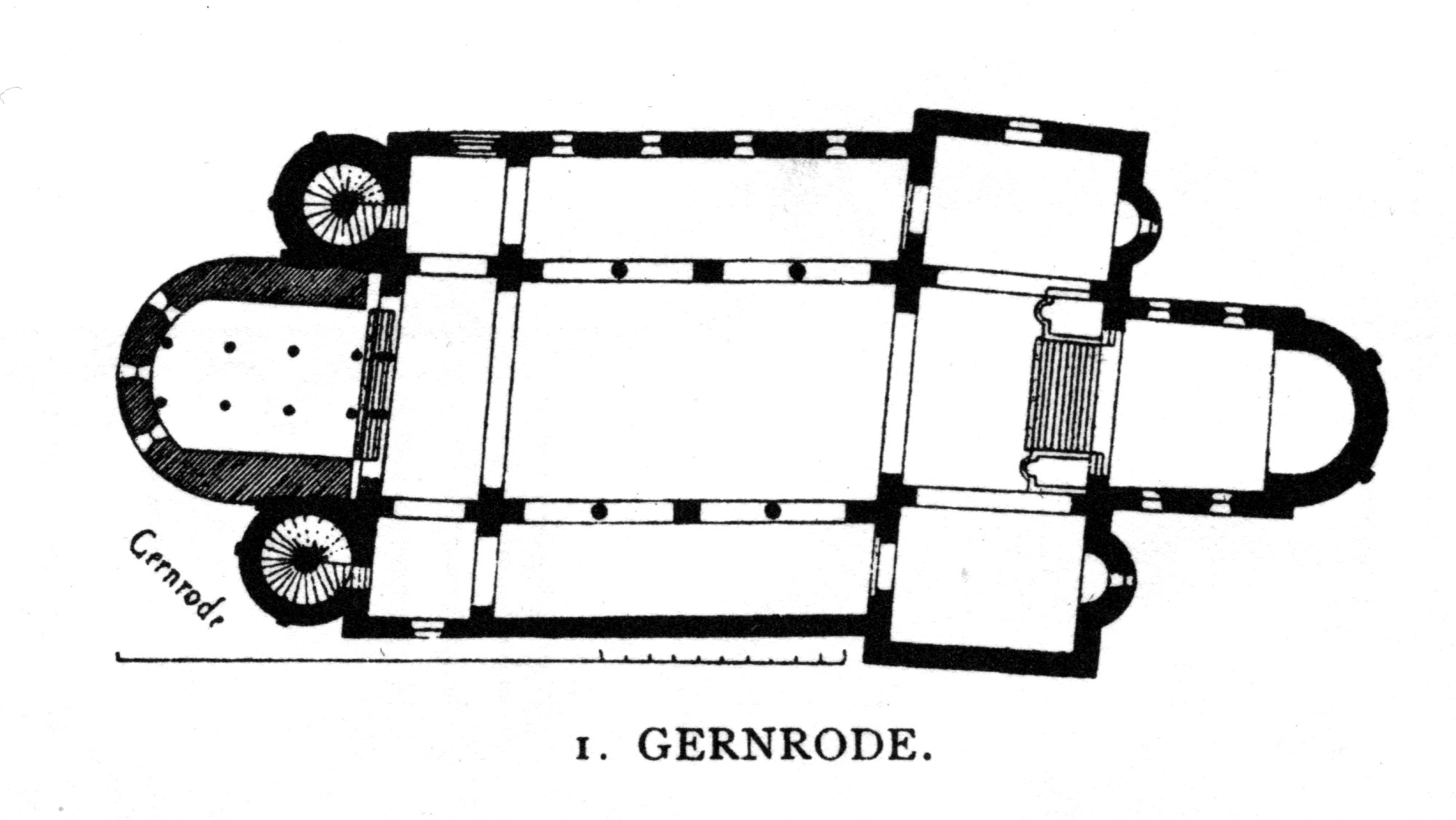
plan montrant les deux absides de l'église, l'abside occidentale est encadrée par les tours du westwerk
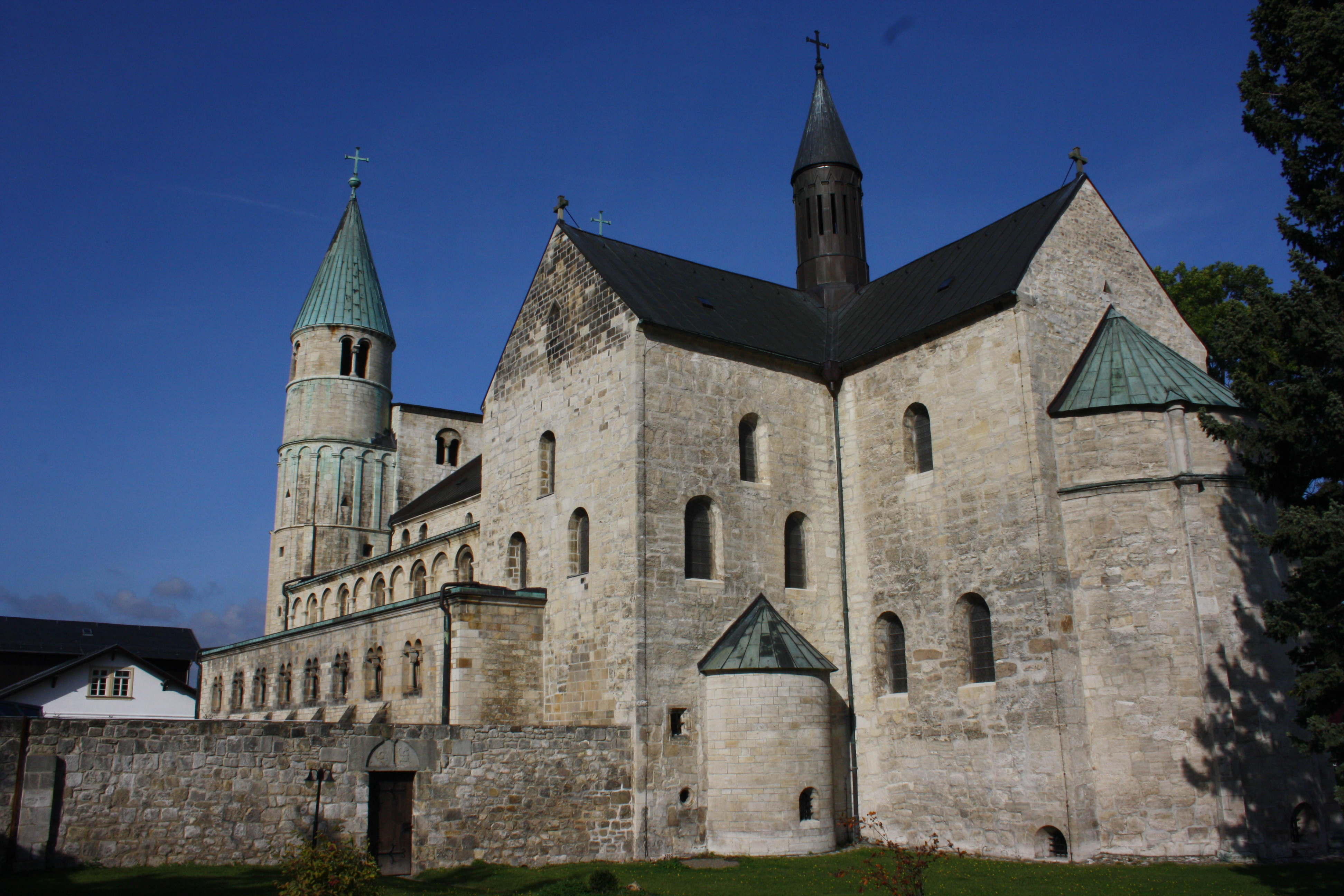
L'église vue du sud-est avec son abside orientale

Sur le plan architectural, on observera que la façade ouest de l'église est de type massif occidental ou Westwerk, comportant une tour centrale quadrangulaire flanquée de deux tours circulaires à escalier ; la tribune du massif occidental est reliée aux galeries supérieures des nefs latérales.